# Антон Јозеф Едлер фон Леб
Антон Јозеф Едлер фон Леб (Николсбург, 13. јун 1769 — Беч, 6 децембaр 1837) је био државни службеник Аустријског царства. Од 1835-1837 служио је као градоначелник Беча.

## Рана каријера
Леб је из Моравске дошао у Беч, где је 1793. године ступио у службу града Беча као општински секретар. Током француске окупације Беча од стране Наполеонових трупа, био је војни наредник и члан суверене војне и цивилне комисије. Посебно се трудио да прошири градску милицију. Године 1810. Леб је проглашен витезом.

## Градоначелник Беча
Леб је низом случајности именован за градоначелника Беча. У септембру 1834. градоначелник Антон Лумперт је био приморан да поднесе оставку. Игнац Чапка је требао да буде наследник зато што је био штићеник цара Франца Другог, али је цар у међувремену умро. Тако, под новим царем Фердинандом Првим, Чапка више није имао шансе да буде унапређен. Тако је избор пао на Антона Јозефа Леба одлуком од 31. марта 1835. и декретом владе од 7. априла 1835. године.
Током Лебовог кратког мандата као градоначелника Беча, почели су радови на изградњи аквадукта цара Фердинанда.

## Смрт и постхумне почасти
Након смрти, прво је сахрањен на локалном гробљу Вeрингер, али је 1886. године његов гроб пребачен на Средишње бечко гробље. Тамо је добио почасни гроб у групи 0 број 1. 
По њему је 1894. године названа улица Лебгасе у Фаворитену (десетом бечком округу).